# Verolanuova
Verolanuova ist eine norditalienische Gemeinde (comune) mit 8074 Einwohnern (Stand 31. Dezember 2023) in der Provinz Brescia in der Lombardei. Die Gemeinde liegt etwa 27 Kilometer südwestlich von Brescia und etwa 20 Kilometer nordnordöstlich von Cremona. Südlich der Gemeinde fließt der Oglio.

## Geschichte
Die Umgebung von Verolanuova war das Siedlungsgebiet der keltischen Cenomanen. Die heutige Siedlung geht wohl auf eine Gründung im 14. Jahrhundert zurück und ist daher relativ jung. Die Hauptkirche San Lorenzo Martire wurde 1647 geweiht.

## Verkehr
Östlich von Verolanuova führt die Autostrada A22 von Turin nach Brescia. Der nächste Anschluss befindet sich in Manerbio. Der Bahnhof Verolanuovas liegt an der Bahnstrecke Brescia–Cremona.

## Persönlichkeiten
- Arcangelo Tadini (1846–1912), Ordensgründer der katholischen Kirche
- Giacinto Gaggia (1847–1933), Erzbischof und Bischof von Brescia
- Roberto Baronio (* 1977), Fußballspieler (Mittelfeld)